# Syndrome XXXY
 Mise en garde médicale
Le syndrome XXXY ou 48,XXXY est une forme d'intersexuation et aneuploïdie chromosomique dans laquelle la personne, toujours de phénotype masculin sous l'effet du chromosome Y, a deux chromosomes X additionnels par rapport au caryotype XY. Il s'agit d'une tétrasomie du caryotype gonosomique à distinguer notamment du syndrome de Klinefelter (47, XXY), quoique y étant incluse dans certaines terminologies.  Les deux chromosomes X additionnels font que les personnes atteintes du syndrome possèdent 48 chromosomes au lieu de 46. C'est la raison pour laquelle le syndrome XXXY est également souvent appelé syndrome 48,XXXY. 

## Symptômes
Les personnes concernées ont globalement des symptômes qui tendent à ressembler à ceux du caryotype 47, XXY mais à être plus marqués. Il y a une grande variété de symptômes associés au syndrome XXXY : problèmes cognitifs ou comportementaux, taurodontisme (en), infertilité... 

### Fertilité
Les personnes touchées peuvent présenter une dysgénésie testiculaire ou de l'hypogonadisme hypergonadotrophique (en)causes d'hypofertilité ou d'infertilité.

## Causes
Le syndrome XXXY est en général dû à une nouvelle mutation génétique de l'un des gamètes parents, puisque les personnes qui en sont affectées sont généralement infertiles. On estime que ce syndrome concerne 1 naissance de phénotype masculin sur 50000.

## Diagnostic
Le diagnostic pour le syndrome 48,XXXY est généralement effectué via un caryotype standard.
Une autre manière de diagnostiquer le syndrome 48,XXXY est d'utiliser une puce à ADN qui permet d'exhiber la présence de chromosomes supplémentaires. 
Le diagnostic peut enfin être effectué par prélévement sanguin. Des taux élevés d'hormone folliculo-stimulante, d'hormone lutéinisante, ainsi que de bas taux de testostérone peuvent être indicateurs du syndrome.

## Personnalités porteuses
- Caroline Cossey, activiste, actrice et mannequin anglaise transféminine.